# Jimmy Nébot
Jimmy Nébot, né le 14 novembre 1972 à Grand-Bourg (Guadeloupe), est un joueur français de basket-ball. Il mesure 2,04 m.
Actuellement il est cadre dans le comité du Gard, il s'occupe des détection pour l'équipe départementale.

## Biographie
En 2012, il est engagé comme entraîneur d'un club amateur lyonnais (ALGM) pour une équipe de senior. En 2014-2015, c'est l'équipe sénior d'un autre club lyonnais lyonnais qu'il entraîne (Éveil de Lyon Basket).
Il a entrainé de l'équipe sénior 1 de Montpellier Basket Mosson qui évolue en Nationale 3, ainsi que l'équipe féminine de Nîmes qui évolue au même niveau.

## Carrière

### Clubs
- 1992-1994 :  Luçon (Nationale 3)
- 1994-1995 :  Saint-Herblain (Nationale 2)
- 1995-1998 :  ASVEL Villeurbanne (Pro A)
- 1998-2000 :  Chalon-sur-Saône (Pro A)
- 2001-2002 :  Montpellier (Pro A)
- 2002-2003 :  Paris (Pro A)
- 2003-2004 :  Limoges (Pro A)
- 2004-2005 :  Besançon (Pro B)
- 2005-2006 :  Lions de Genève
- 2006-2010 :  Poligny Jura Basket Comté
- 2010-? :  AL Gerland Mouche

### Équipe de France
- 14 sélections (35 pts) entre 1997 et 2000.

## Palmarès

### En club
- Vainqueur de la Coupe de France 1996 et 1997
- Finaliste du Championnat de France (Play-off) en 1996 et 1997